# Cláudio Deodato
Cláudio Norberto Deodato (ur. 27 sierpnia 1947 w São Paulo, zm. 11 września 2011) – brazylijski piłkarz, występujący podczas kariery na pozycji prawego obrońcy.

## Kariera klubowa
Cláudio Deodato karierę piłkarską rozpoczął w klubie São Paulo FC w 1968 roku. Z São Paulo zdobył mistrzostwo stanu São Paulo – Campeonato Paulista w 1970 roku. W 1971 roku był zawodnikiem Náutico Recife. W 1972 roku występował w Vitórii Salvador. Z Vitórią zdobył mistrzostwo Bahia – Campeonato Baiano. W lidze brazylijskiej zadebiutował 22 października 1972 w wygranym 2-0 spotkaniu z Sergipe Aracaju. W latach 1972–1974 występował w Athletico Paranaense, po czym wrócił do Vitórii.
Ostatni raz w lidze Cláudio Deodato wystąpił 14 grudnia 1977 w wygranym 2-0 meczu z Fluminense Feira de Santana. Ogółem w latach 1972–1977 wystąpił w niej w 72 meczach i strzelił 1 bramkę.

## Kariera reprezentacyjna
W 1968 roku Cláudio Deodato uczestniczył w Igrzyskach Olimpijskich w Meksyku. Na turnieju był podstawowym zawodnikiem i wystąpił w dwóch meczach grupowych reprezentacji Brazylii z Japonią i Nigerią.